# József Antall (1896–1974)

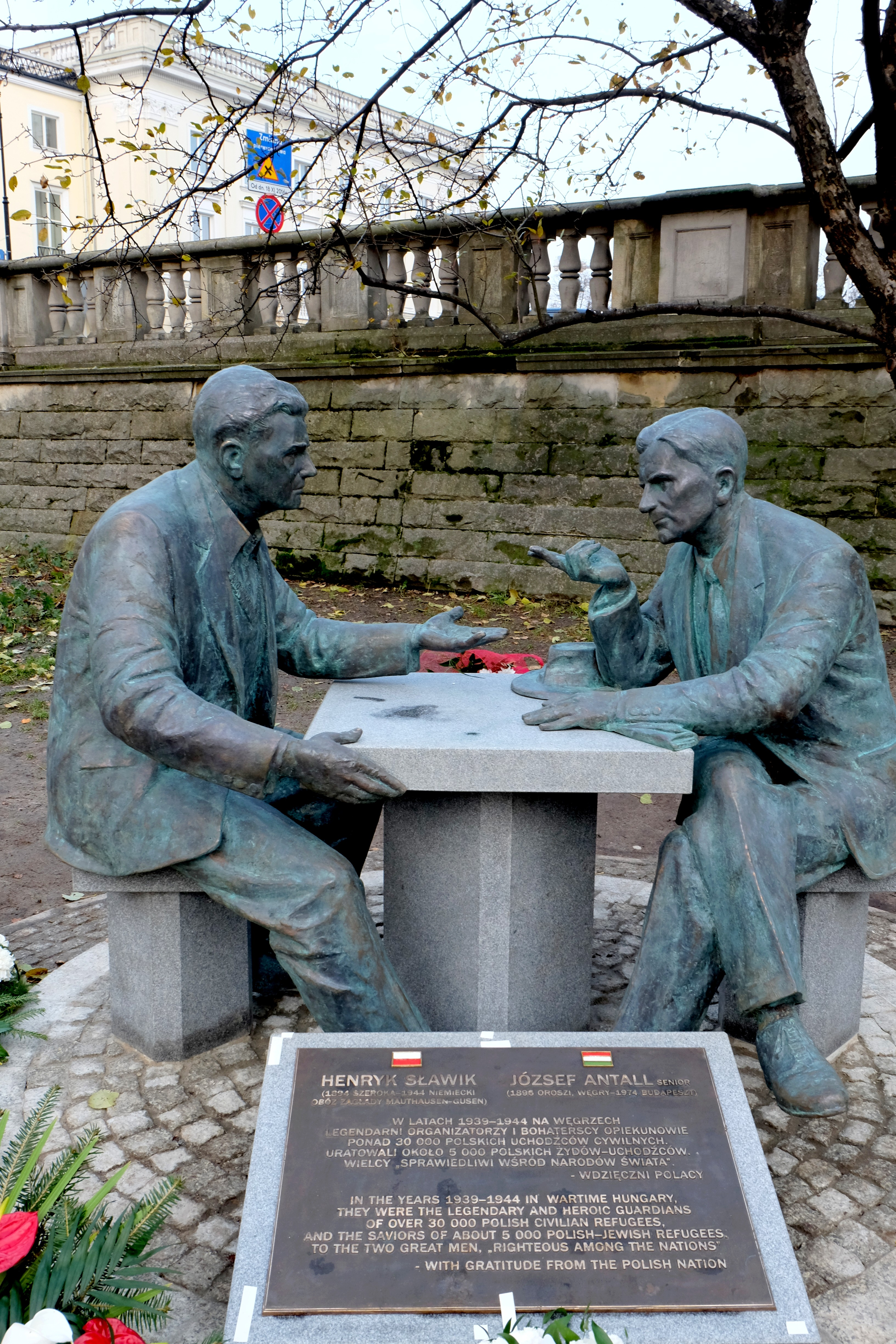
Pomnik Józsefa Antalla i Henryka Sławika w Warszawie

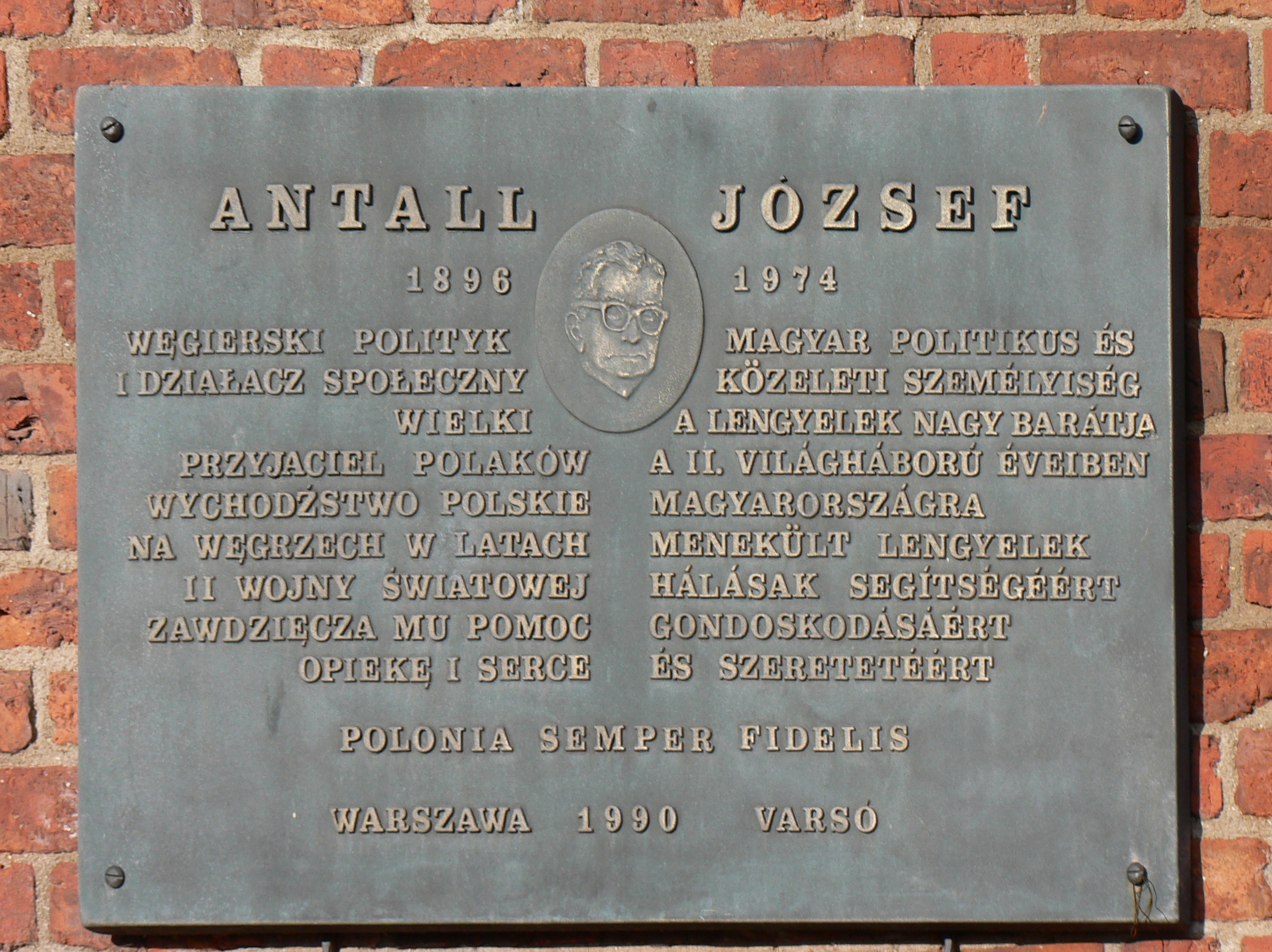
Tablica upamiętniająca Antalla na murach miejskich w Warszawie

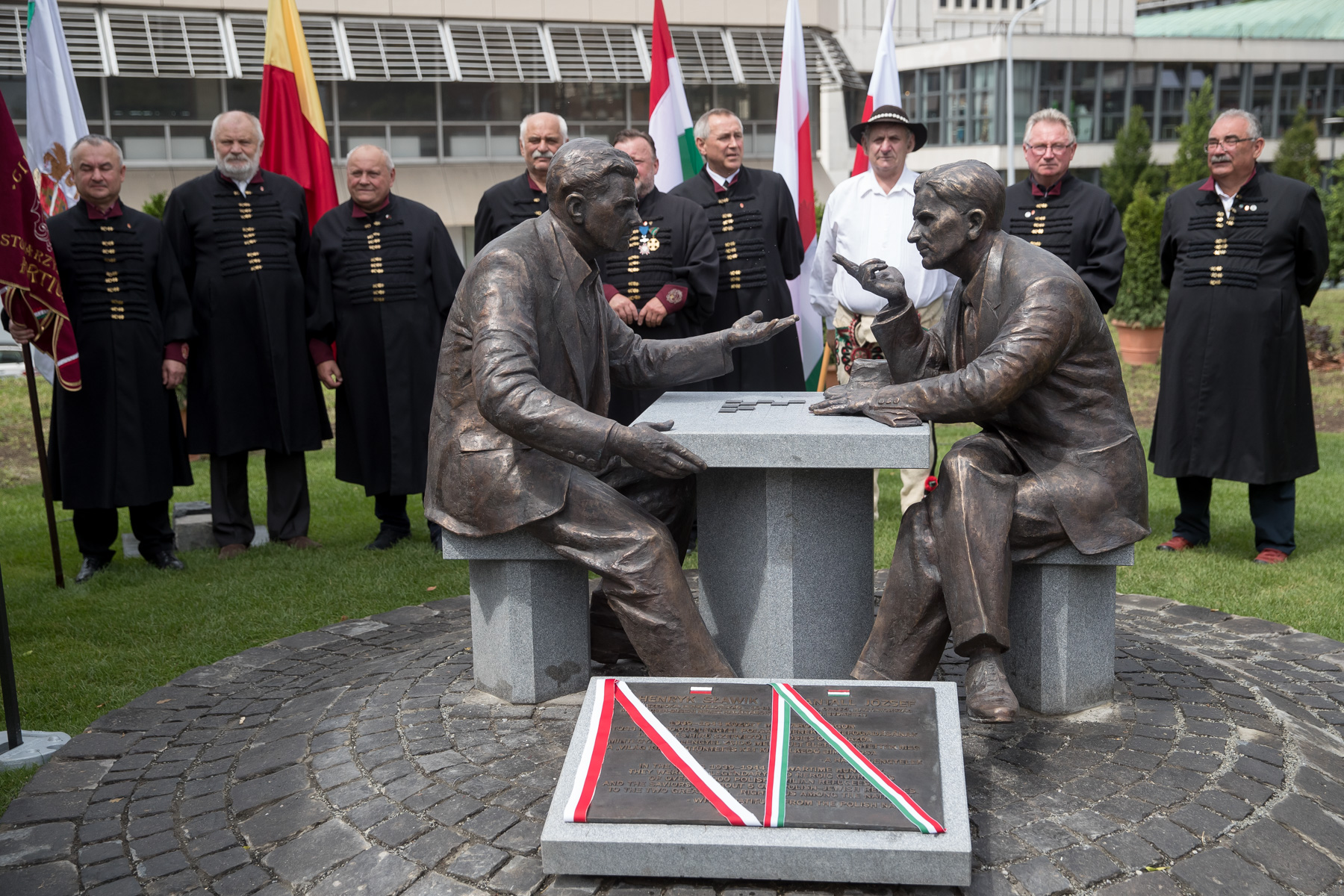
Pomnik Józsefa Antalla i Henryka Sławika w Budapeszcie

József Antall (ur. 28 marca 1896 w Oroszi, zm. 24 lipca 1974 w Budapeszcie) – węgierski polityk, prawnik, w latach 1939–1944 komisarz rządowy do spraw uchodźczych w randze ministra, sekretarz stanu (1945), a później minister odbudowy w rządzie Zoltána Tildyego (listopad 1945 – luty 1946), a następnie w rządzie Ferenca Nagya (luty 1946 – lipiec 1947). Jeden z założycieli Niezależnej Partii Drobnych Rolników (kwiecień 1948 – 1974), dyrektor generalny partii (1945-1974). Był komisarzem rządowym, a następnie prezesem Węgierskiego Czerwonego Krzyża. Ojciec premiera Józsefa Antalla juniora.

## Życiorys
Urodził się 28 marca 1896 roku w miejscowości Oroszi w rodzinie, która zapisała się na kartach historii Węgier udziałem w licznych walkach niepodległościowych. Uczęszczał do gimnazjum w Lőcse (Lewocza), a następnie kontynuował naukę w budapeszteńskim gimnazjum pijarów. W 1914 roku zdał maturę i zaciągnął się do wojska. Rok później trafił do niewoli rosyjskiej. Po powrocie do Budapesztu rozpoczął studia prawnicze (1918–1923) i rozpoczął karierę urzędniczą. Po studiach pracował m.in. w Ministerstwie ds. Wyznań i Oświaty, Ministerstwie Finansów oraz Ministerstwie Opieki Społecznej.
W 1931 roku został jednym z założycieli Niezależnej Partii Drobnych Rolników. Jako pracownik Ministerstwa Spraw Wewnętrznych brał udział w projekcie o nazwie „Norma Egerska/Węgierska” (węg. Egri Norma, Magyar Norma), który stanowił fundament pod węgierską politykę socjalną. Projekt pierwotnie obowiązywała od 1927 roku w Egerze, by w 1936 roku objąć cały kraj. Przewidywał rozdzielenie pracy społecznej i współpracę pomiędzy państwem, społeczeństwem cywilnym oraz organizacjami kościelnymi. W tym czasie Antall zajmował się również sprawami uchodźców węgierskich przybywających do kraju z Górnych Węgier (Felső-Magyarország) i Siedmiogrodu.

## Działalność polonofilska
Podczas II wojny światowej József Antall, będąc komisarzem rządowym do spraw uchodźczych, organizował (m.in. wraz z Henrykiem Sławikiem, kard. Jusztiniánem Serédim, Zdzisławem Antoniewiczem, dyrektorem departamentu jenieckiego Ministerstwa Obrony płk. Zoltánem Baló, ks. prałatem Miklósem Beresztóczym, proboszczem w Zalaegerszeg, a późniejszym prymasem – ks. Józsefem Pehm-Mindszentym, biskupem-sufraganem w Vácu ks. dr. Árpádem Hanauerem oraz proboszczem w Balatonboglár, późniejszym Prezesem Węgierskiego Zgromadzenia Narodowego, ks. kanonikiem dr. Bélą Varga) pomoc dla polskich uchodźców przybyłych na Węgry po klęsce wrześniowej. Działalność Antalla, premiera Telekiego, ministra Ferenca Keresztesa-Fishera, Zoltána Baló i innych przedstawicieli najwyższych władz węgierskich dalece wykraczała poza obowiązki służbowe. József Antall za swe zasługi zyskał przydomek „Ojca Polaków”.
Coraz większa liczba uchodźców przybywających na Węgry we wrześniu 1939 r. spowodowała rozbudowę Biura do Spraw Uchodźców. Jego kierownikiem został József Antall. Do zadań tejże sekcji należało m.in.: prowadzenie ewidencji uchodźców cywilnych i ich rozmieszczenie w obozach, wypłacanie zasiłków i zapomóg. Dzięki szybkiej organizacji i ciężkiej pracy Antalla szybko nastąpiła poprawa warunków bytowych uchodźców.
József Antall swoją działalnością, którą aktywnie wspierało węgierskie duchowieństwo, I sekretarz Poselstwa RP Zdzisław Antoniewicz i drHenryk Sławik, wyrabiając fałszywe dokumenty na podstawie wystawianych przez duchownych fałszywych metryk chrztu, uratował życie ok. 5 tys. polskich Żydów, którzy trafili na Węgry. Antall zadbał, aby każdy, przekraczający węgierską granicę polski Żyd otrzymał dokumenty poświadczające, że jest katolikiem.
IX Wydział MSW rozlokował polskich uchodźców do obozów rozmieszczonych głównie w południowo-zachodniej części kraju oraz na obrzeżach Balatonu, co umożliwiało im ewakuację na Zachód. Każdy uchodźca otrzymywał dzienną zapomogę od rządu węgierskiego.
Oprócz zapewnienia jak najlepszych warunków życia na emigracji József Antall odegrał szczególną rolę w organizowaniu polskiego szkolnictwa na Węgrzech. Z jego inicjatywy zebrano ogromną sumę pieniędzy na otwarcie, jedynego wówczas w Europie, polskiego gimnazjum w Balatonboglár (1939). Specjalnym ośrodkiem było otwarte w 1943 roku w Vác schronisko dla polskich sierot uchodźczych (węg. Lengyel Tiszti Árvák Otthona), w którym tak naprawdę ukrywano przez wywózką do obozów żydowskie dzieci. Schronisko było otoczone opieką organizacji zarówno polskich, jak i węgierskich.
Kolejną kwestią dotyczącą uchodźców polskich było życie religijne, a przede wszystkim regularne odprawianie mszy świętych w obozach. Antall już we wrześniu zwrócił się do prymasa Jusztiniána Serédiego z prośbą o rozwiązanie tego problemu. Prymas razem ze swoim sekretarzem, ks. kanonikiem Miklósem Beresztóczy, biskupem-koadjutorem Zoltánem Meszlényim i nuncjuszem papieskim abp. Angelem Rottą, już na samym początku zaczęli regularnie odwiedzać obozy i celebrować tam msze święte. W mszach tych regularnie brał udział dr József Antall, Zdzisław Antoniewicz, Henryk Sławik, płk. Kálmán Kéri, płk. Zoltán Baló i przedstawiciele miejscowych władz węgierskich.
Po zajęciu przez Niemców Węgier w marcu 1944 roku doszło do masowych aresztowań, na liście znalazł się József Antall i cały zarząd Komitetu Obywatelskiego oraz ponad 800 Polaków. Część z nich, w tym Antalla, po kilku miesiącach zwolniono na skutek interwencji regenta Miklósa Horthyego.

## Okupacja sowiecka
Po nastąpieniu okupacji sowieckiej, Antall został sekretarzem stanu (1945), a potem ministrem do spraw odbudowy w rządzie Zoltána Tildyego (listopad 1945 – luty 1946) oraz w rządzie Ferenca Nagya (luty 1946 – lipiec 1947). W tym samym czasie jest Dyrektorem Generalnym Partii, a potem jednocześnie członkiem Biura Politycznego Niezależnej Partii Drobnych Rolników (kwiecień 1948 – 1974). Był także komisarzem rządowym, a później prezesem Węgierskiego Czerwonego Krzyża. W 1949 roku dr József Antall wycofał się z życia politycznego, zatrzymując jedynie fikcyjną funkcję posła do Parlamentu (1949-1953). W 1953 roku cofnięto mu emeryturę ministerską, zostawiając bardzo skromną emeryturę urzędniczą. Jego nazwisko wymazano na wiele dziesiątek lat z publicznej świadomości. Wyjechał wtedy do rodzinnej wsi i bardzo rzadko pojawiał się w stolicy.
W okresie rewolucji węgierskiej 1956 roku (węg. az 1956-os forradalom és szabadságharc) wspólnie z innymi byłymi członkami, spróbował reaktywować Niezależną Partię Drobnych Rolników. Jako „wróg klasowy” oraz przyjaciel Polski w ramach prześladowania Polaków i polonofilów przez komunę w Węgierskiej Republice Ludowej, do końca życia był obserwowany przez bezpiekę. Mimo tego jego mieszkanie przy ulicy Károlyi Mihály (obecnie Ferenciek tere) było stałym miejscem spotkania byłych członków NPDR oraz opozycjonistów.
Zmarł 24 lipca 1974 w Budapeszcie i pochowany został na cmentarzu Farkasrét w Budzie, w obecności ambasadora PRL Tadeusza Hanuszka, pracowników ambasady, Polskiego Ośrodka Kultury i Informacji (później Instytut Polski), Biura Radcy Handlowego oraz członków Polonii Węgierskiej.

## Odznaczenia
- 22 stycznia 1948 na wniosek premiera gen. Tadeusza Bora-Komorowskiego Rząd Rzeczypospolitej Polskiej na uchodźstwie odznaczył dr. Józsefa Antalla seniora Krzyżem Komandorskim z Gwiazdą Orderu Odrodzenia Polski.
- W 1990 roku uhonorowany pośmiertnie przez Instytut Yad Vashem medalem Sprawiedliwy Wśród Narodów Świata[6].
- Postanowieniem Prezydenta RP z dnia 23 lutego 2010 r., za wybitne zasługi w organizowaniu pomocy dla polskich uchodźców w czasie II wojny światowej, został pośmiertnie odznaczony Krzyżem Wielkim Orderu Zasługi RP[7][8].
- 24 września 2014 Senat Rzeczypospolitej Polskiej jednomyślnie podjął uchwałę upamiętniającą Józsefa Antalla i Henryka Sławika, „którzy w latach 1939–1944 wspólnie zabiegali o pomoc dla polskich obywateli, chroniących się na Węgrzech przed podwójną agresją na ich kraj”[9].
- 21 marca 2015 pod gmachem Międzynarodowego Centrum Kongresowego w Katowicach został odsłonięty pomnik Henryka Sławika i Józsefa Antalla[10], zaś 8 listopada 2016 ich pomnik w warszawskiej Dolinie Szwajcarskiej[11].
- 26 czerwca 2017 bliźniaczą ławeczkę Sławika i Antalla uroczyście odsłonięto w Budapeszcie[12].
- W Warszawie, w dzielnicy Białołęka, jedna z ulic została nazwana jego imieniem – 1981 r.
- Jego imię nosi m.in. Towarzystwo Przyjaźni Polsko-Węgierskiej w Warszawie.